# Oplachantha cincticornis
Oplachantha cincticornis är en tvåvingeart som beskrevs av Günther Enderlein 1921. Oplachantha cincticornis ingår i släktet Oplachantha och familjen vapenflugor. Inga underarter finns listade i Catalogue of Life.